# Musée de la Maison de Poupée
Le Musée de la Maison de Poupée de Bâle est le plus grand du genre en Europe.

## Collection
Le musée compte plus de 6000 objets (ours en peluche, poupées, maisons de poupée et miniatures) mis en scène avec fantaisie. Des expositions spéciales y ont régulièrement lieu. Particulièrement digne de mention, l’importante collection d’ours en peluche, de qualité exceptionnelle et unique au monde.